# حسرت (فیلم ۱۳۷۳)
حسرت فیلمی به کارگردانی حسن محمدزاده و نویسندگی محمد حسن‌زاده، فروغ کاخساز ساختهٔ سال ۱۳۷۳ است.

## بازیگران
- شروین اجلالی
- قباد چگینی
- مهدی میامی
- نصرت اله زمانپور
- اکبر قدمی
- مینا صارمی
- گیتی معینی
- داوود نادری
- سهیلا تیلاوی
- لاله اسکویی
- زهرا اویسی
- ابراهیم‌آبادی
- رضا بی‌طرفان
- حسن صدیق